# Virtus Pallacanestro Bologna 2004-2005

## Roster
| Caffè Maxim Bologna 2004/2005 | Caffè Maxim Bologna 2004/2005 |
| Giocatori                     | Staff tecnico                 |
| ----------------------------- | ----------------------------- |

| N. | Naz.                                       | Ruolo | Nome                 | Anno | Alt.   | Peso |  |
| -- | ------------------------------------------ | ----- | -------------------- | ---- | ------ | ---- |  |
| 6  | Stati Uniti (bandiera)                     | P     | Corey Brewer         | 1975 | 186 cm |      |  |
| 7  | Italia (bandiera)                          | G     | Matteo Maestrello    | 1981 | 198 cm |      |  |
| 8  | Stati Uniti (bandiera)                     | P     | Willie Deane         | 1980 | 185 cm |      |  |
| 9  | Stati Uniti (bandiera)                     | AC    | Bennett Davison      | 1975 | 202 cm |      |  |
| 11 | Italia (bandiera)                          | A     | Agostino Li Vecchi   | 1970 | 204 cm |      |  |
| 11 | Italia (bandiera)                          | C     | Roberto Casoli       | 1972 | 206 cm |      |  |
| 12 | Italia (bandiera)                          | A     | Simone Flamini       | 1982 | 202 cm |      |  |
| 13 | Stati Uniti (bandiera) · Italia (bandiera) | PG    | Anthony Giovacchini  | 1979 | 188 cm |      |  |
| 14 | Italia (bandiera)                          | C     | Samuele Podestà      | 1976 | 204 cm |      |  |
| 15 | Argentina (bandiera) · Italia (bandiera)   | GA    | Leopoldo Ruiz Moreno | 1972 | 192 cm |      |  |
| 16 | Italia (bandiera)                          | A     | Mario Boni           | 1963 | 200 cm |      |  |
| 17 | Slovenia (bandiera)                        | C     | Mirza Begić          | 1985 | 216 cm |      |  |
| 18 | Stati Uniti (bandiera)                     | G     | A.J. Guyton          | 1978 | 188 cm |      |  |
| 19 | Argentina (bandiera) · Italia (bandiera)   | A     | Andrés Pelussi       | 1977 | 200 cm |      |  |
| 20 | Italia (bandiera)                          | P     | Daniele Parente (c)  | 1978 | 190 cm |      |  |
|    | Italia (bandiera)                          | P     | Simone Bonfiglio     | 1988 | 178 cm |      |  |
|    | Italia (bandiera)                          |       | Fabio Bastoni        |      |        |      |  |

| Allenatore                                                          |
| - Giordano Consolini                                                |
| Assistente/i                                                        |
| - Andrija Gavrilovic - Michele Teglia Legenda - (C) Capitano Roster |

| Giocatori acquisiti a stagione in corso | Giocatori acquisiti a stagione in corso | Giocatori acquisiti a stagione in corso |
| Giocatore                               | il                                      | Da                                      |
| --------------------------------------- | --------------------------------------- | --------------------------------------- |
| Leopoldo Ruiz Moreno                    | 15 ottobre                              | Eurorida Scafati                        |
| Willie Deane                            | 15 febbraio                             | Telekom Ankara                          |
| Mario Boni                              | 17 marzo                                | Sanic Teramo                            |

| Giocatori ceduti a stagione in corso | Giocatori ceduti a stagione in corso | Giocatori ceduti a stagione in corso |
| Giocatore                            | il                                   | A                                    |
| ------------------------------------ | ------------------------------------ | ------------------------------------ |
| Agostino Li Vecchi                   | 13 dicembre                          | Andrea Costa Imola                   |
| Anthony Giovacchini                  | 29 marzo                             | AG Montecatini                       |

## Risultati
- Legadue:
  - stagione regolare:  2ª classificata su 15 squadre (21-9)
  - playoff: Promossa in Serie A (9-2)